# Casa Torre Enparan
La Casa Torre Enparan (o Emparan) es un edificio ubicado en la localidad guipuzcoana de Azpeitia. Aunque en la actualidad es un monumento puramente turístico y sede de la biblioteca municipal, ha estado habitado hasta 1960.

## Historia

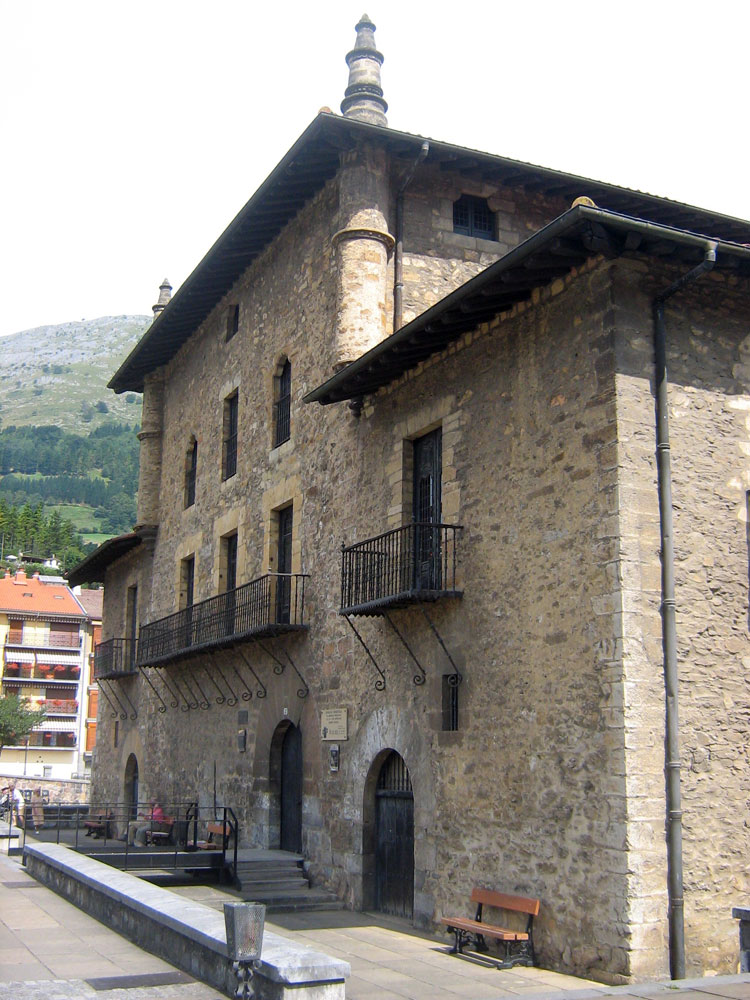
Fachada principal del edificio.

La casa-torre data del año 1320. Su construcción, en aquel momento, respondió a la intención de controlar uno de los vados del río Urola. El edificio que hoy se encuentra en pie ha sufrido toda suerte de modificaciones desde su concepción original. Así, en el año 1456, debido a órdenes directas del monarca Enrique IV de Castilla, la casa fue desmochada -es decir, se derribó la parte superior-. Sin embargo, tras más de un siglo en pie la casa tenía un demostrado valor estratégico, por lo que fue reparada en 1535, modificándose su planta casi por completo. Las modificaciones siguieron en siglos venideros, y en el XVII se añaden a la construcción dos cuerpos laterales.
Tras esa última reforma la casa cayó en una espiral de deterioro, hasta rozar su demolición. Sin embargo, a mediados de los años 1970 la Caja de Ahorros Municipal procedió a su recuperación y reconstrucción, en una campaña llevada a cabo por el arquitecto Manuel Urcola Ansola. Tras esto la casa-torre pasa a tener, desde el 23 de junio de 1977, el papel cultural -alberga la biblioteca municipal de Azpeitia- y turístico -es una referencia dentro del casco histórico- que hoy desempeña.
Una de las características de este edificio a lo largo de la historia es la de albergar personajes ilustres. Prácticamente desde sus orígenes hasta 1960, cuando dejó de ser habitada, ha albergado a la familia Enparan, de importancia en el devenir histórico de la localidad y el entorno. Por otro lado, también fue residencia de Carlos VII (Carlos María de Borbón y Austria-Este), incluyendo su esposa y séquito, cuando este era pretendiente al trono.

## Estructura actual

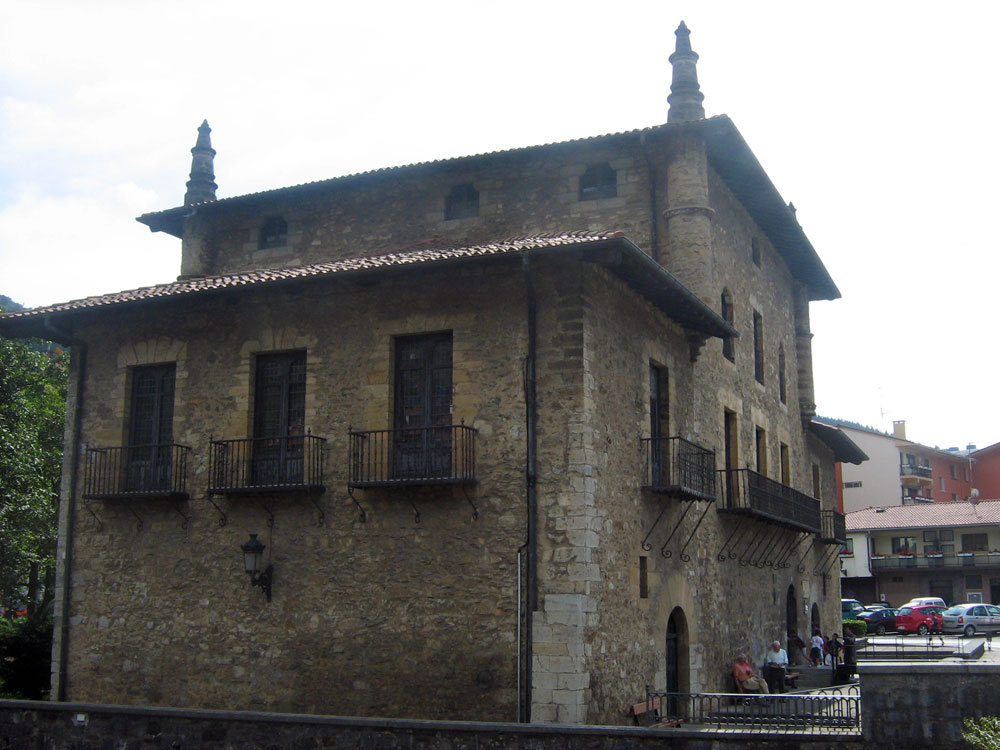
Otra perspectiva de la casa-torre.

La casa está construida utilizando mampostería, aunque cuenta con partes más trabajadas como las esquinas, en las cuales hay sillería muy elaborada. La parte exterior del edificio responde, en líneas generales, al denominado estilo gótico de corte vasco, salvo algunos matices como los balcones barrocos de la fachada.
Hay que distinguir dos partes claramente diferentes: la central, que es la original; y los laterales, añadidos, como ya se ha dicho, en el siglo XVII. Una diferencia clara se puede encontrar en los tejados, pues el de la zona central es de tipo triangular y el de los laterales fue realizado a tres aguas. Los pináculos que rematan los ángulos del edificio principal han de ser una reposición moderna, pues un dibujo de Darío de Regoyos, fechable hacia 1905-10, no los muestra.
Respecto a la estructura interior del edificio, la diferencia entre las dos partes se hace si cabe más evidente. La zona central cuenta con cuatro alturas (tres plantas y un desván), mientras que ambos laterales solo cuentan con dos pisos. Para acceder a los mismos hay que cruzar una serie de arcos de medio punto que están adovelados, reflejo del gusto arquitectónico en el que se construyeron.